# Pulau Rakyat Tua
Pulau Rakyat Tua is een bestuurslaag in het regentschap Asahan van de provincie Noord-Sumatra, Indonesië. Pulau Rakyat Tua telt 5038 inwoners (volkstelling 2010).